# Лепидодендровые (порядок)
Лепидоде́ндровые (лат. Lepidodendrales) — порядок вымерших наземных растений из класса Полушниковые. Возникли в позднем девоне.
Древовидные растения с тонким проводящим пучком и толстой корой, на стволе которого вырастали листоподобные филлоиды. Нижняя часть ствола обычно дихотомически ветвилась, образуя ризофор, или стигмарии. Примитивность представителей порядка проявляется в строении филлоидов — морфологически их иногда с трудом отличают от листоподобные образований хвойных. Споры образуются в спорангиях, которые располагаются на верхней стороне или в пазухах видоизмененных филлоидов — спорофиллов. Лепидодендровые были разноспоровыми растениями, мегаспоры и микроспоры имели трехлучевую щель разверзания.
Произрастали в тропических и субтропических условиях. 